# Рубен Клюйверт
Рубен Клюйверт (нід. Ruben Kluivert, нар. 21 травня 2001, Амстердам, Нідерланди) — нідерландський футболіст суринамського походження, захисник португальського клубу «Каса Піа».

## Ігрова кар'єра
Рубен Клюйверт народився в Амстердамі і займатися футболом почав у місцевому клубі АФК. Згодом він перебрався до клубу Ередивізі «Утрехт», де деякий час грав у дублі. 11 травня 2022 року Рубен дебютував у складі першої команди.
Сезон 2023/24 футболіст почав в клубі «Дордрехт», з яким підписав дворічний контракт.
Влітку 2024 року Клюйверт приєднався до португальського клубу «Каса Піа».

## Особисте життя
Рубен народився у футбольній родині. Його батько - Патрік Клюйверт, відомий футболіст «Аякса», «Барселони» та національної збірної Нідерландів. Дідусь Рубена Кеннет Клюйверт також був професійним футболістом і грав за національну збірну Суринаму. Старший брат Джастін Клюйверт є гравцем італійської «Роми».